# Anita Dobson

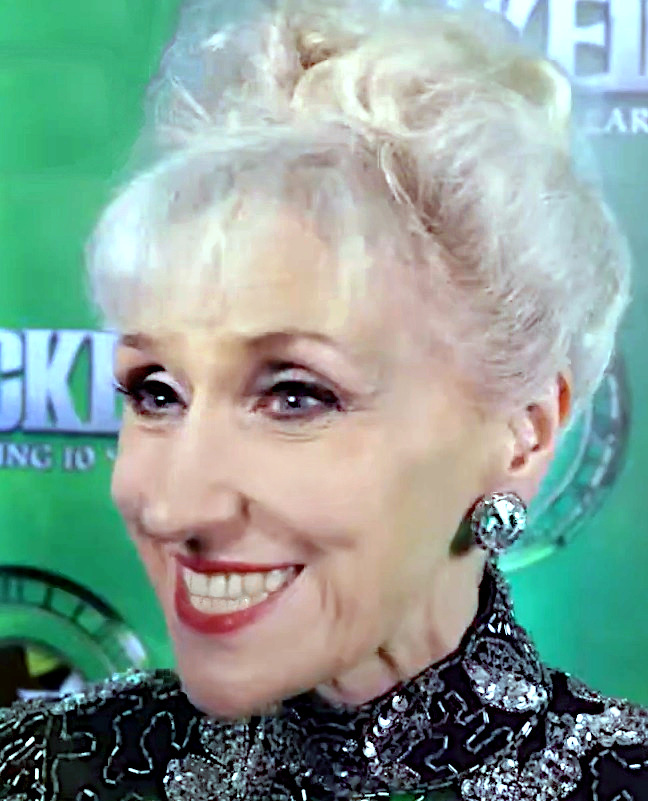
Anita Dobson en 2016

Anita Dobson (29 de abril de 1949) es una actriz británica de teatro, cine y televisión conocida por su papel de Angie Watts, que interpretó desde 1985 hasta 1988 en la telenovela de la BBC EastEnders. En 1986 alcanzó el cuarto puesto en las listas británicas con Anyone Can Fall in Love, una canción basada en el tema musical de EastEnders. Los otros papeles de Dobson en televisión incluyen la comedia de ITV Split Ends de 1989. En 2003, fue nominada al Premio Olivier a la mejor actriz por la producción del Teatro Nacional de Frozen. También ha protagonizado el West End como Mama Morton en el musical Chicago (2003) y Gertrude en Hamlet (2005), e hizo su debut en RSC en el renacimiento 2012 de The Merry Wives of Windsor. Sus apariciones en películas incluyen Darkness Falls (1999) y London Road (2015). Fue protagonista del especial de Navidad de Call the Midwife 2017.